# NGC 6810
NGC 6810 est une vaste galaxie spirale vue par la tranche et située dans la constellation du Paon. Sa vitesse par rapport au fond diffus cosmologique est de 1 952 ± 11 km/s, ce qui correspond à une distance de Hubble de 28,8 ± 2,0 Mpc (∼93,9 millions d'al). NGC 6788 a été découverte par l'astronome britannique John Herschel en 1834.

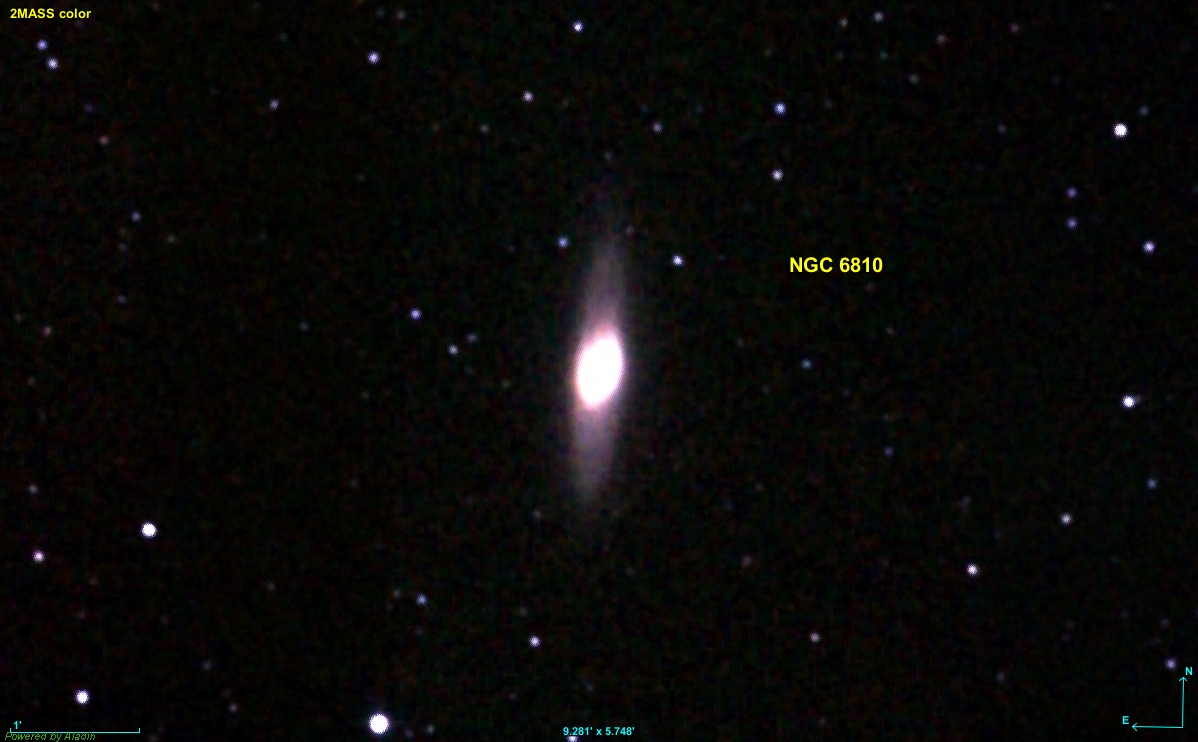
NGC 6810 en infrarouge par le relevé 2MASS.

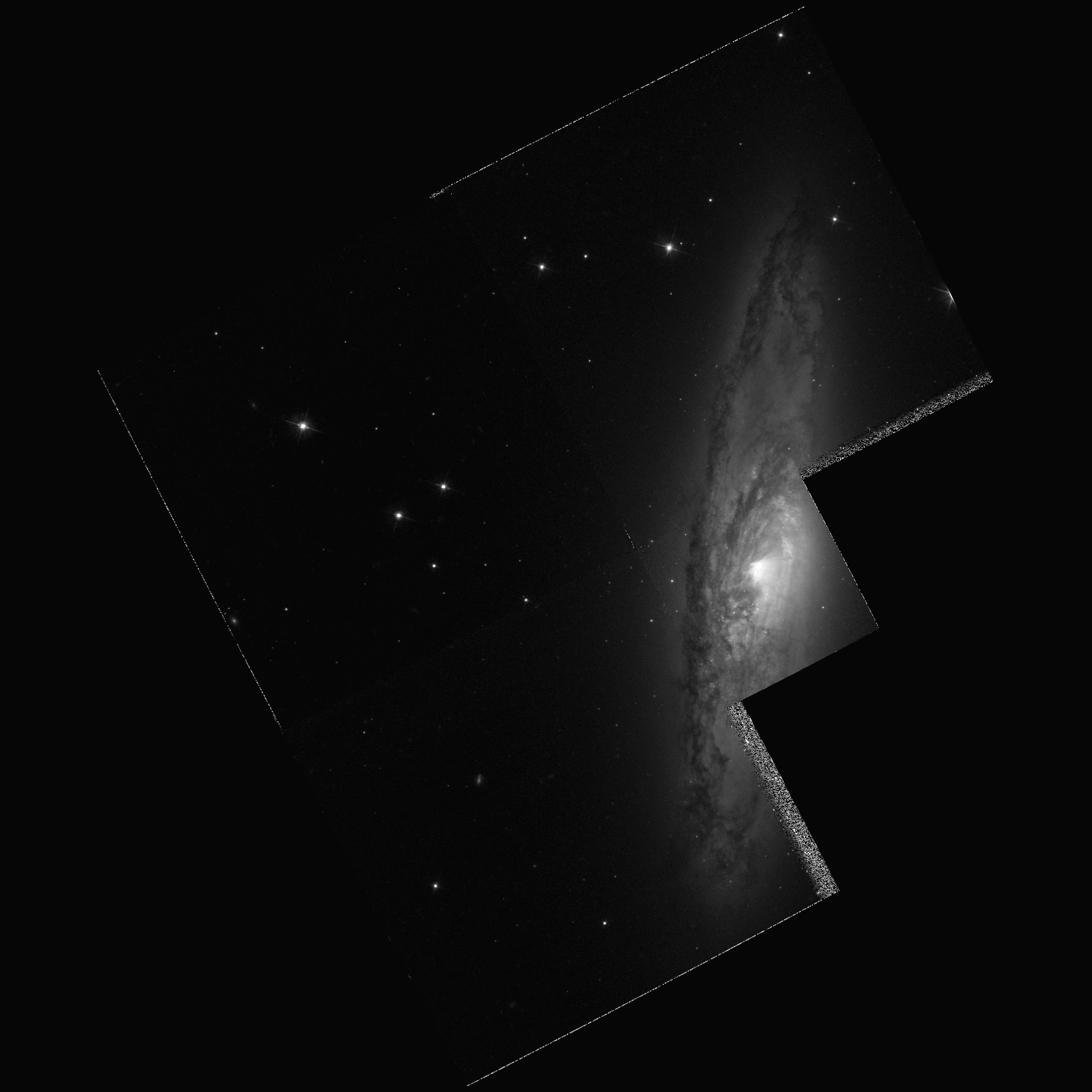
NGC 6810 par le télescope spatial Hubble.

En raison d'une brillance de surface égale à 11,48 mag/am2, on peut qualifier NGC 6810 de galaxie présentant une brillance de surface élevée. NGC 6810 émet dans l'infrarouge. Sa luminosité dans l'infrarouge lointain (de 40 à 400 µm) est égale à 33,1 × 109 {\displaystyle L_{\odot }} (1010,52{\displaystyle L_{\odot }}) et sa luminosité totale dans l'infrarouge (de 8 à 1 000 µm) est de 49,0 × 109 {\displaystyle L_{\odot }} (1010,69{\displaystyle L_{\odot }})
La classe de luminosité de NGC 6810 est I-II et elle présente une large raie HI. C'est aussi une galaxie active de type Seyfert 2.
À ce jour, 13 mesures non basées sur le décalage vers le rouge (redshift) donnent une distance de 27,362 ± 4,813 Mpc (∼89,2 millions d'al), ce qui est à l'intérieur des valeurs de la distance de Hubble.